# Tephrosia curvata
Tephrosia curvata är en ärtväxtart som beskrevs av De Wild.. Tephrosia curvata ingår i släktet Tephrosia och familjen ärtväxter. Inga underarter finns listade i Catalogue of Life.